# Josef Balvín
Josef Balvín (13. prosince 1923 Klobouky u Brna – 16. srpna 2009 Praha) byl český dramaturg a překladatel z němčiny.

## Biografie
Vystudoval dramaturgii na Masarykově univerzitě v Brně. Postupně působil v Severočeském divadle v Liberci, v Divadle na Vinohradech v Praze a v Divadle za branou.
Překládat začal v období normalizace, neboť byl v roce 1975 zbaven možnosti pracovat jako dramaturg. Své překlady nemohl publikovat pod vlastním jménem. Překládal především německojazyčná dramata (např. Heinera Müllera, Lukase Bärfusse).
V posledních letech byl dramaturgem Pražského divadelního festivalu německého jazyka.
Věnoval se též publicistické činnosti.
Jeho synem je generální ředitel České televize a ministr kultury Jiří Balvín.

## Překlady
- 2002 Thomas Bernhard: Minetti. Portrét umělce jako starého muže (Minetti. Ein Portrait des Künstlers als alter Mann). 1977, Český rozhlas, úprava a režie Josef Henke, překlad: Josef Balvín, osoby a obsazení: Minetti (Otomar Krejča), Dáma (Antonie Hegerlíková), dívka (Anna Suchánková), Hotelový vrátný (Soběslav Sejk), Hotelový sluha (Miroslav Masopust), Muž se psí maskou (Jiří Klem), lilipután + maškara + harmonika (Petr Šplíchal), Opilec + maškara (Josef Plechatý), starý kulhající muž (Josef Henke), Maškara + dívčin přítel (Viktor Dvořák), Maškary (Dana Verzichová, David Švehlík, Aleš Pospíšil, Jaroslav Slánský, Jana Stryková, Vladimír Senič a Jiří Litoš) a hlášení (Světlana Lavičková)[1]